# هسیتا بیچ (اورگن)
هسیتا بیچ (به انگلیسی: Heceta Beach) یک منطقهٔ مسکونی در ایالات متحده آمریکا است که در شهرستان لین، اورگن واقع شده‌است.